# قطعنامه ۱۱۹۸ شورای امنیت
قطعنامه ۱۱۹۸ شورای امنیت سازمان ملل متحد که در تاریخ ۱۸ سپتامبر ۱۹۹۸ تصویب شد، سندی بین‌المللی دربارهٔ بررسی وضعیت صحرای غربی است. این قطعنامه طی نشست ۳۹۲۹ام با ۱۵ رای موافق، ۰ مخالف و ۰ ممتنع تصویب شد.